# De Hittentitten zien het niet zitten
De Hittentitten zien het niet zitten is het tweede album uit de Belgische stripreeks De avonturen van Urbanus en verscheen in 1983. Het stripverhaal werd getekend en bedacht door Willy Linthout.

## Verhaal
In De Hittentitten zien het niet zitten komt De avonturen van Urbanus in bezit van de kousen van koning Dagobert. Hij denkt dat het maar "gewone" kousen zijn, maar eigenlijk is het de schuilplaats van de kleine mysterieuze wezentjes, de zogenaamde Hittentitten.

## Culturele verwijzingen
- In dit album maakt Urbanus' hond Nabuko Donosor zijn debuut. De naam van het dier is gebaseerd op de Franse weergave van de Babylonische koning Nebukadnezar.
- De naam "Hittentitten" is afgeleid van het gelijknamige volk, de Hittieten, en Urbanus' hit "Hittentit" (1982)
- In dit album worden de Smurfen opgevoerd als "de Slurfen". Ze bedreigen Urbanus en co, maar worden dan meegepakt door 2 afgevaardigden van de "Hanna Rabarber Studio's" (woordspeling op Hanna & Barbera) die op zoek zijn naar nieuwe hoofdrolspelers voor hun tekenfilmreeks. De afgevaardigden zijn Fred Flintstone en Barney Rubble uit Hanna & Barbera's succesrijke animatieserie The Flintstones.
- Op pagina 17 wordt er naar de Kuifje-stripreeks verwezen, wanneer een hittentit wordt opgebeld door iemand die naar slagerij Van Kampen probeert te bellen.